# No me pidas más
"No Me Pidas Más" é uma canção do cantor porto-riquenho Ricky Martin, extraída como oitavo e último single de seu segundo álbum de estúdio em carreira solo, intitulado Me Amarás (1993). A canção foi lançada em 31 de janeiro de 1994.

## Formatos e lista de faixas
U.S./Latin America promotional CD single
1. "No Me Pidas Más" – 3:30